# Grand Ballon
O Grand Ballon (Großer Belchen) é o ponto culminante dos Vosges, situado a 25 km ao noroeste de Mulhouse.
Alguns o chamam de ballon de Guebwiller, do nome da cidade mais próxima, situada a 8 km a leste. A sua altitude no topo é 1424 m. (1423,7 m, segundo o Institut géographique national francês, ou IGN).
A famosa Route des Crêtes contorna o cume pelo leste, atravessando um passo à altitude de 1343 m, entre o Markstein e o Vieil Armand.

## Turismo
O Grand Ballon é uma estação de esqui e de lazer (albergue a 1100 m, restaurante a 1342 m, Hotel do Club Vosgien a 1351 m). Do seu cume, dotado de uma mesa de orientação circular, podem ser avistados em um primeiro plano, na planície, Mulhouse, Basileia, Freiburg im Breisgau e Colmar; num segundo plano a Floresta Negra e o Jura suíço e francês, e ao fundo, com condições meteorológicas favoráveis, uma vasta parte da cordilheira dos Alpes, da Áustria e do Liechtenstein até o Monte Branco.
O cume do Grand Ballon é acessível por três caminhos, cerca de 15 minutos de caminhada a partir da Route des Crêtes.
Durante o inverno, em presença de alta pressão e por inversão de temperatura, a visibilidade é particularmente boa a partir de 800 a 900 m de altitude.
A visão sobre o massivo do Mont-Blanc, situado a 229 km, é possível principalmente entre outubro e maio e sob boas condições meteorológicas, com pouca umidade. Pode-se ver a parte superior do Monte Branco, cuja altitude é de cerca de 4808 m. Mais a leste, a barreira do Jura evoluindo entre 1445 m (Hasenmatt) e 1300 m, depois 1200 m, e com a aproximação do sujeito (175 km), ou seja, os Alpes Berneses, o panorama vertical alpino  fica melhor, às vezes já a 2000 m de altitude.
Entre os cumes alpinos visíveis a partir do cume do Grand Ballon podem-se citar, no Valais, o Weisshorn, o Matterhorn, o Dent Blanche e, no Berner Oberland, o Finsteraarhorn, o Jungfrau, Mönch e o Eiger.

## Meteorologia e climatologia
O Grand Ballon é geralmente o ponto mais frio e ventoso da Alsácia, junto com o Hohneck (1362 m). A temperatura mais baixa conhecida atingiu -30,2° Celsius em 10 de fevereiro de 1956, e a mais elevada foi de 29 °C em 13 de agosto de 2003. (41 °C 1200 m mais abaixo, na planície).
A espessura da neve é geralmente superior a 1 m em inverno, frequentemente 1,50 m a 1350 m de altitude. A diferença de temperatura em relação à planície, perto de Mulhouse, é em torno de 7 °C, podendo atingir 10 °C ou mais no verão.
O maior nível de neve, ou altura acumulada, foi observado em 7 de março de 2006, com 3,70 m, batendo os recordes anteriores (3 m) que datavam de 1969 e 1970.
Ver o mapa de massas de ar a 850 Hp (cerca de 1500 m de altitude) ilustrando o recorde (registrado) de frio e o recorde (registrado) de calor.
A observação das condições meteorológicas em tempo real ou com revisões periódicas, por câmera, pode ser feita por:
- Câmera meteorológica do centro radio-amador do Grand Ballon (frequência 10.458 GHz, Pol H, PAR 20 Watts omni, código DTMF 68, recepção antena parabólica à vista sobre o Grand Ballon)
- Webcam do Hotel do Grand Ballon - Club Vosgien. É a mais antiga, desde 1998 (inverno somente, senão Cernay). Webcam.

Nota bene: Uma terceira câmera foi posta em serviço no início de 2006 sob incentivo do "Syndicat mixte Markstein-Grand Ballon": https://web.archive.org/web/20061128101554/http://www.lemarkstein.net/webcams.htm

## Diversos
Um monumento aos Diables bleus (diabos azuis) da Primeira Guerra Mundial, os valorosos Caçadores alpinos, foi erigido em 1927 e inaugurado por Raymond Poincaré. Despojado da sua estátua de bronze pelo invasor alemão em setembro de 1940, o monumento reencontrou sua beleza em outubro de 1960, graças ao escultor Bouret.
O cume é equipado desde 1997 de um radar a serviço da aviação civil para a gestão do tráfego aéreo em proximidade dos aeroportos internacionais de Mulhouse e Estrasburgo. Cercado por um belvédère circular, esse edifício foi projetado por Claude Vasconi. O centro do radar encontra-se exatamente a 1435,5 metros de altura, e a mesa de orientação a 1431 m. A partir desse ponto, o limite teórico de visibilidade é de cerca de 120 km em direção ao norte da planície da Alsácia. No flanco leste está implantado um relé radioamador na chegada das cadeiras mecânicas de esqui.